# Сантьяго (коммуна)
Сантьяго (исп. Santiago) — коммуна в Чили. Центральная городская коммуна города Сантьяго. Коммуна входит в состав провинции Сантьяго и Столичной области.
Территория — 23,2 км². Численность населения — 404 495 жителей (2017). Плотность населения — 17 435,1 чел./км².

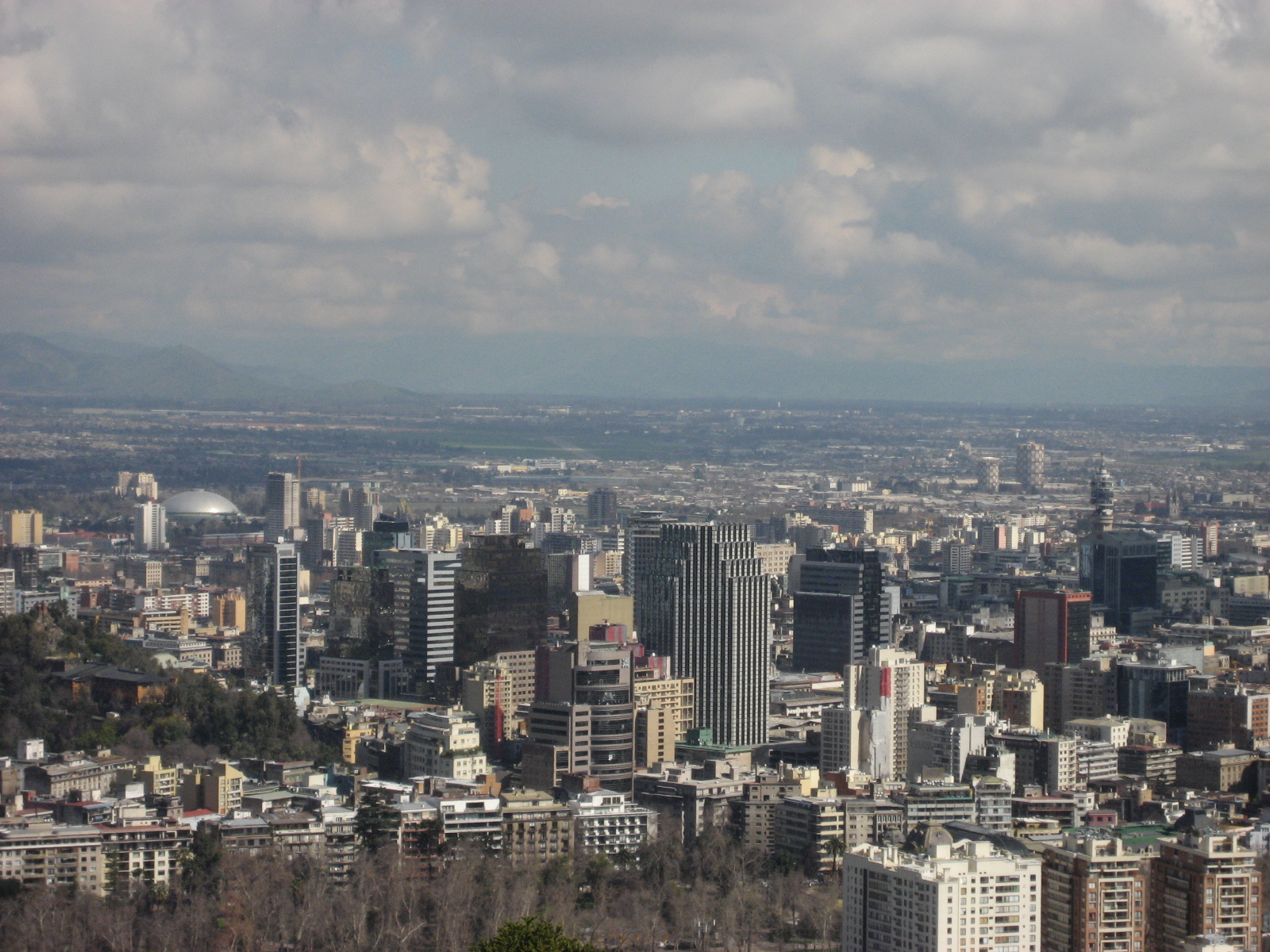
Панорама Сантьяго

## Расположение
Расположена в центре города Сантьяго. Коммуна граничит:
- на севере — с коммунами Индепенденсия, Реколета
- на востоке — с коммунами Провиденсия, Нюньоа
- на юге — с коммунами Педро-Агирре-Серда, Сан-Мигель, Сан-Хоакин
- на западе — с коммунами Кинта-Нормаль, Эстасьон-Сентраль

## Демография
Согласно сведениям, собранным в ходе переписи 2017 г. Национальным институтом статистики (INE),  население коммуны составляет:
| Полное население                          | Полное население                          | Полное население                          | Полное население                          | Полное население                          | 404 495 |
| ----------------------------------------- | ----------------------------------------- | ----------------------------------------- | ----------------------------------------- | ----------------------------------------- | ------- |
| в том числе:                              | Городское население                       | 404 495                                   | Процент городского населения, %           | 100                                       |         |
|                                           | Сельское население                        | 0                                         | Процент сельского населения, %            | 0                                         |         |
|                                           | Мужское население                         | 206 678                                   | Процент мужского населения, %             | 51,10                                     |         |
|                                           | Женское население                         | 197 817                                   | Процент женского населения, %             | 48,90                                     |         |
| Плотность населения, чел./км²             | Плотность населения, чел./км²             | Плотность населения, чел./км²             | Плотность населения, чел./км²             | Плотность населения, чел./км²             | 17435,1 |
| Население коммуны в % к населению области | Население коммуны в % к населению области | Население коммуны в % к населению области | Население коммуны в % к населению области | Население коммуны в % к населению области | 5,69    |

| Динамика изменения населения коммуны | Динамика изменения населения коммуны | Динамика изменения населения коммуны | Динамика изменения населения коммуны |
| ------------------------------------ | ------------------------------------ | ------------------------------------ | ------------------------------------ |
| 1992                                 | 2002                                 | 2012                                 | 2017                                 |
| 230 977                              | 200 792▼                             | 311 415▲                             | 404 495▲                             |